# Murina florium
Murina florium é uma espécie de morcego da família Vespertilionidae. Pode ser encontrada na Austrália, Indonésia e Papua-Nova Guiné.